# پناهگاه صخره‌ای پوزه سرخ ۲
پناهگاه صخره‌ای پوزه سرخ ۲ مربوط به دوران پارینه‌سنگی جدید و دوران فرادیرینه‌سنگی است و در شهرستان پاسارگاد، بخش هخامنش، دهستان مادرسلیمان، روستای مبارک‌آباد، تنگ بلاغی، پوزه سرخ واقع شده و این اثر در تاریخ ۱۸ شهریور ۱۳۸۷ با شمارهٔ ثبت ۲۳۲۰۵ به‌عنوان یکی از آثار ملی ایران به ثبت رسیده است.